# オーステンデ駅

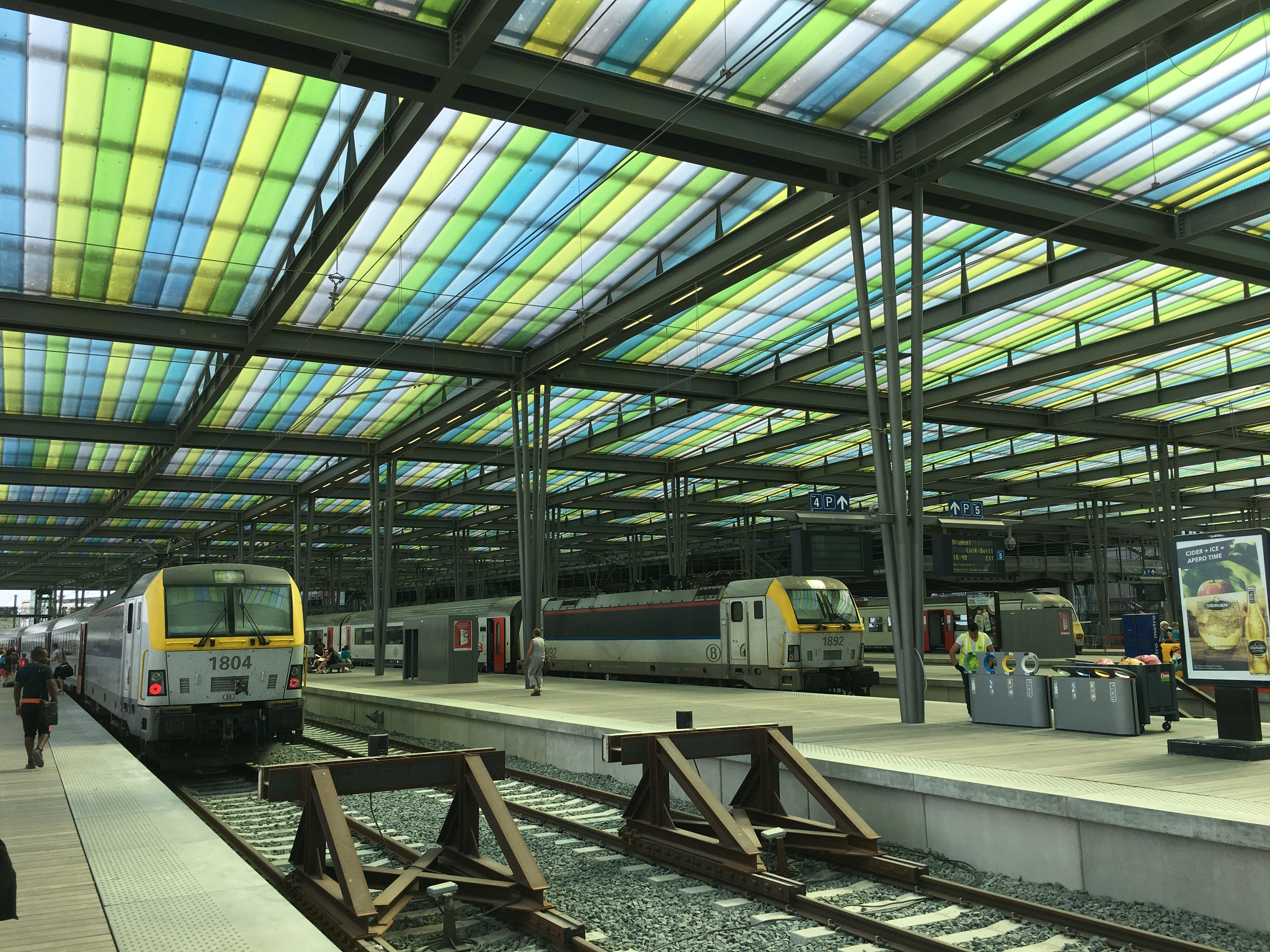
プラットフォーム

オーステンデ駅（蘭：Station Oostende、仏：Gare d'Ostende ）はベルギーオーステンデにあるベルギー国鉄50A号線の鉄道駅である。

## 概要
ベルギーの北海沿岸部では一番大きな駅で、港に直結した頭端式のターミナル駅である。ブリュッセル南駅、アントウェルペン中央駅行の列車が発着している。ベルギー沿岸軌道のライトレールの駅が隣接しており、夏には大勢の観光客が利用する。

## 歴史
- 1838年8月28日 - 開業。

- 1868年から1963年まで62号線が当駅とトルハウトを結んでいた。

- 2015年までは、1日1往復パリ北駅からブリュッセル経由でタリスが乗り入れていた。

## 隣の駅
ベルギー国鉄
50A号線
オーステンデ港駅 - オーステンデ駅